# Bangai
Bangai is een bestuurslaag in het regentschap Labuhan Batu Selatan van de provincie Noord-Sumatra, Indonesië. Bangai telt 3039 inwoners (volkstelling 2010).